# 別府市総合体育館

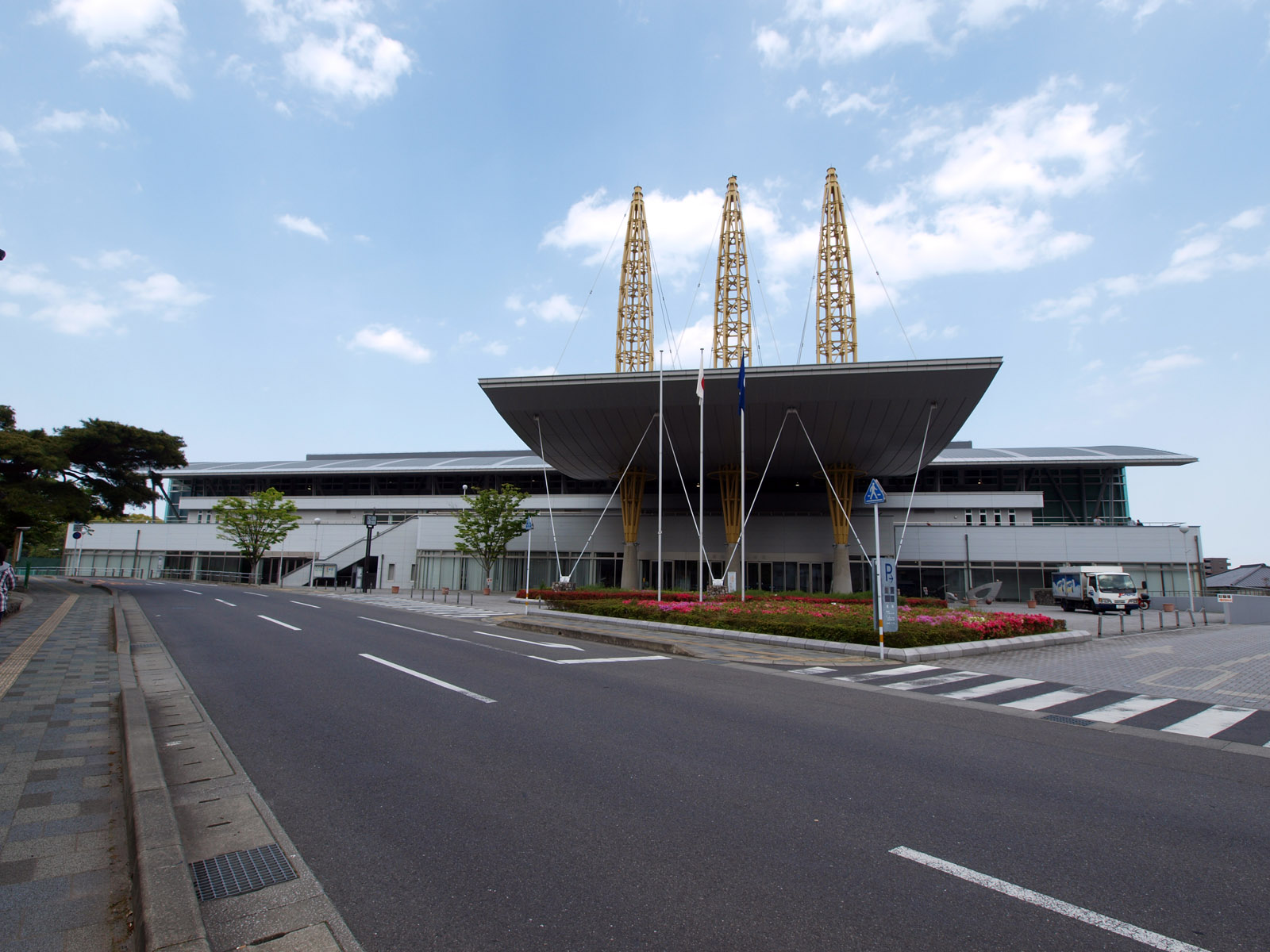

別府市総合体育館（べっぷしそうごうたいいくかん）は、大分県別府市にある体育館。愛称べっぷアリーナ。別府市が運営管理を行っている。

## 概要
- 建物・敷地
所在地 - 大分県別府市青山町8-37
敷地面積 - 18,991m2
建築面積 - 9,992m2
延床面積 - 20,735m2
駐車場 - 屋内1階300台、屋外50台（2時間まで無料）
- 体育館
メインアリーナ - 2,888m2 - 固定1,950席、移動1,788席
サブアリーナ - 1,330m2 - 固定744席

## 利用案内
- 水曜日および年末年始は休館となる。
- 利用料金等については「市報べっぷ特集15.08号」を参照のこと。

## 備考
- 2005年7月にオープン。2008年大分国体での使用を見込んで、また市民スポーツの活性を目的に建設された。
  - 2008年大分国体では、バレーボール・体操競技が開催された。
- かつてはbjリーグ・大分ヒートデビルズ(現：愛媛オレンジバイキングス）のサブ会場として使用されていた。試合ではメインアリーナで行われ、設備の3,728席すべてが利用された。
  - 2005年〜2006年シーズンにおいてはメイン会場である「ビーコンプラザ」での開催が6試合であったのに対し、べっぷアリーナではそれを上回る14試合が開催された。
  - 2006年〜2007年シーズンでは、ファンを根付かせるために大分県内外の多くの施設で分散して試合を行う方針となったため、当施設での試合は4に減少した。
- Fリーグの地元チーム「バサジィ大分」のホームゲームも行われている。